# Chiesa di Santa Maria a Capezzana
La chiesa di Santa Maria a Capezzana sorge a Capezzana, frazione della città di Prato.

## Storia e descrizione
La chiesa, documentata fin dal 776 presso uno Spedale per viandanti, fu ricostruita nel XII secolo e modificata in più tempi. L'abside, in raffinati filari di alberese, fu internamente affrescata nel primo quarto del Quattrocento da un artista fiorentino: nel catino vi è rappresentato un bel Cristo benedicente, dell'ambito di Tommaso del Mazza. I dieci Santi sotto di esso sono opera di un più rustico collaboratore.

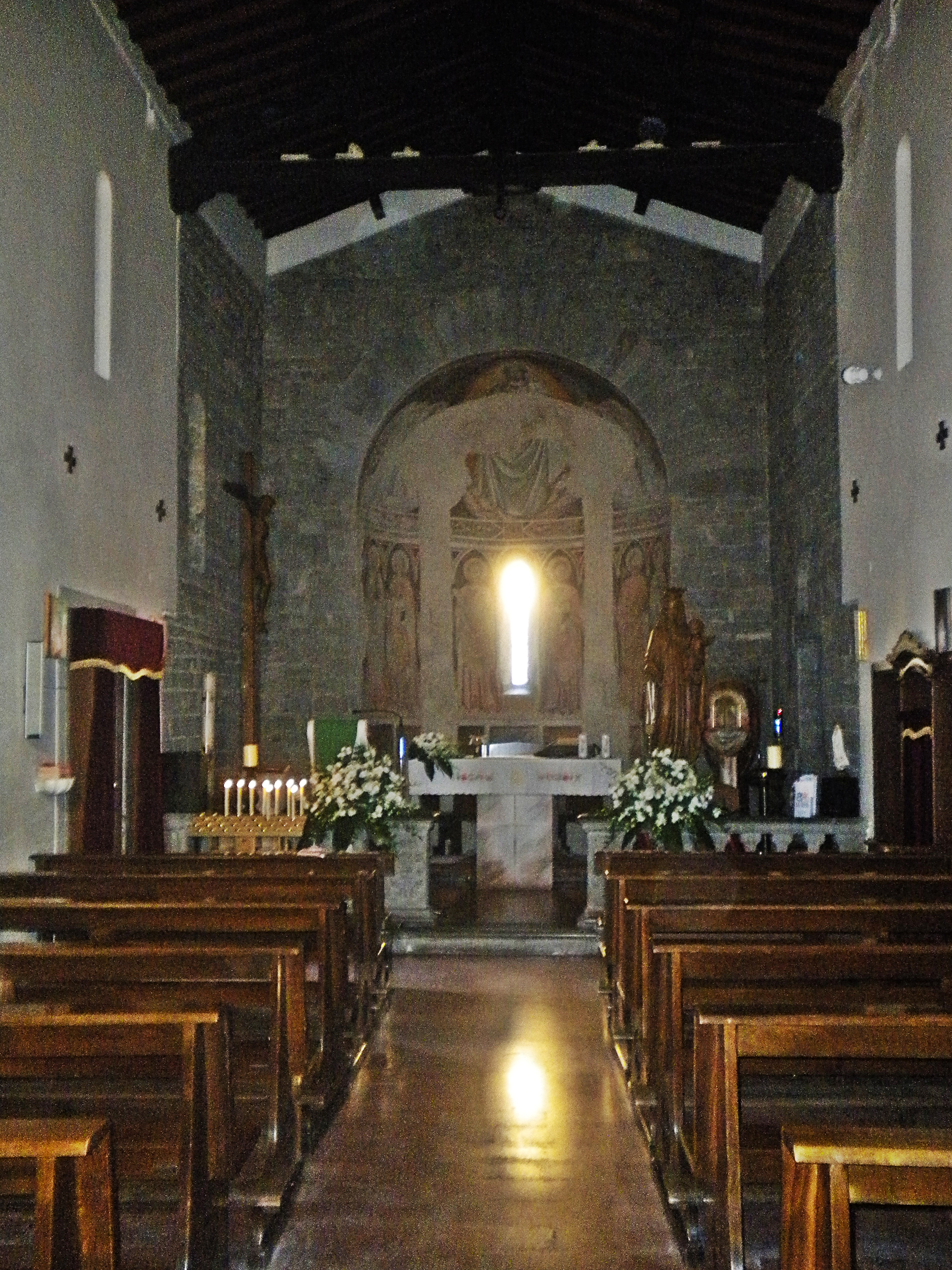
Interno
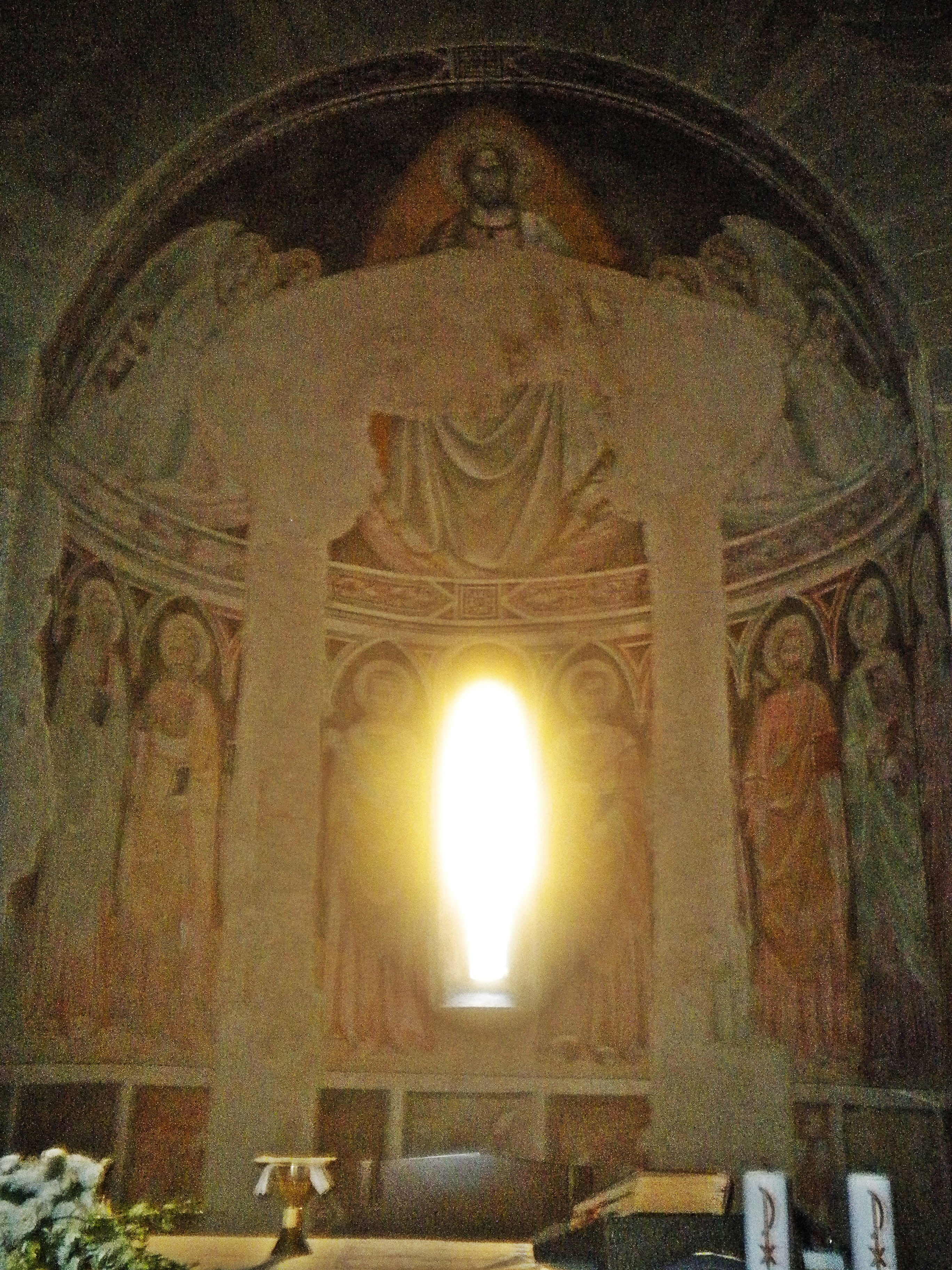
Interno
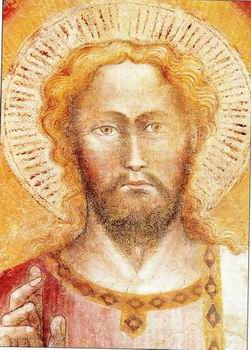
Cristo benedicente
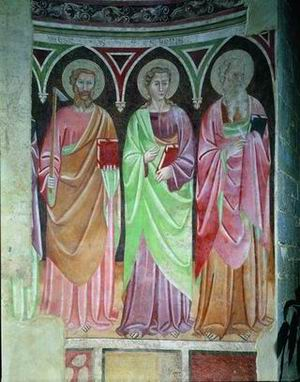
Santi